# Triskèle
Pour les articles homonymes, voir Triskell.

Exemple de triskèle lévogyre.

Exemple de triskèle dextrogyre

Le triskèle, également orthographié triskell ou triskel (en breton) ou appelé aussi triskelion, triquètre ou triscèle (du grec τρισκελης / triskelês, « triskélès » qui signifie à « trois jambes »), est un symbole représentant trois jambes humaines, ou trois spirales entrecroisées, ou encore tout autre symbole avec trois protubérances évoquant une symétrie de groupe cyclique.
Le sens de rotation du triskèle peut être horaire (dextrogyre) ou anti-horaire (lévogyre), revêtant une signification différente selon le contexte.  

## Utilisation
Le symbole se rencontre depuis le Néolithique dans diverses cultures et à différentes périodes.  Les plus anciennes représentations se trouvent sur les temples mégalithiques de Malte. On peut trouver ce symbole au tombeau néolithique de Newgrange daté de 3200 avant notre ère, sur le site de Brú na Bóinne, en Irlande. Sous forme de gravure, il est présent à plusieurs endroits notamment sur une des grandes pierres placées de chant devant l'entrée du monument. Ce symbole a été sculpté 2 500 ans avant la présence celte en Irlande, mais qui connaissait les premières vagues du Campaniforme, en évolution linguistique vers le celtique. Le triskèle est utilisé aussi pendant l'antiquité grecque. À partir d'Agathocle de Syracuse, il figure sur les monnaies en Sicile, île à trois caps, dont il devient le symbole. Ces régions sont exemptes de tout passé celtique.

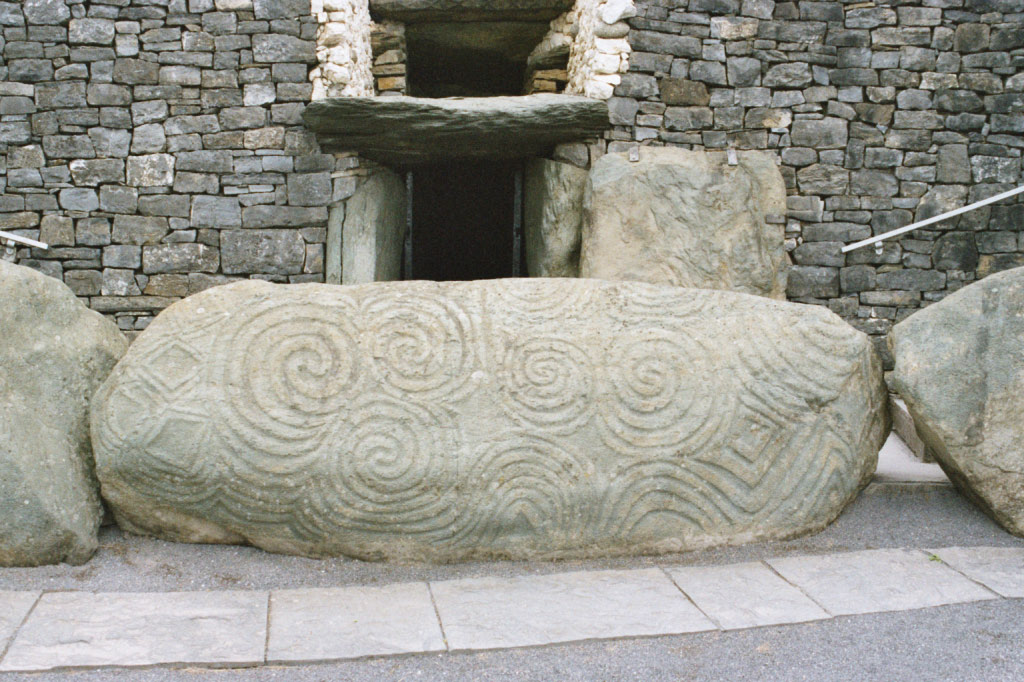
Site de Newgrange en Irlande.
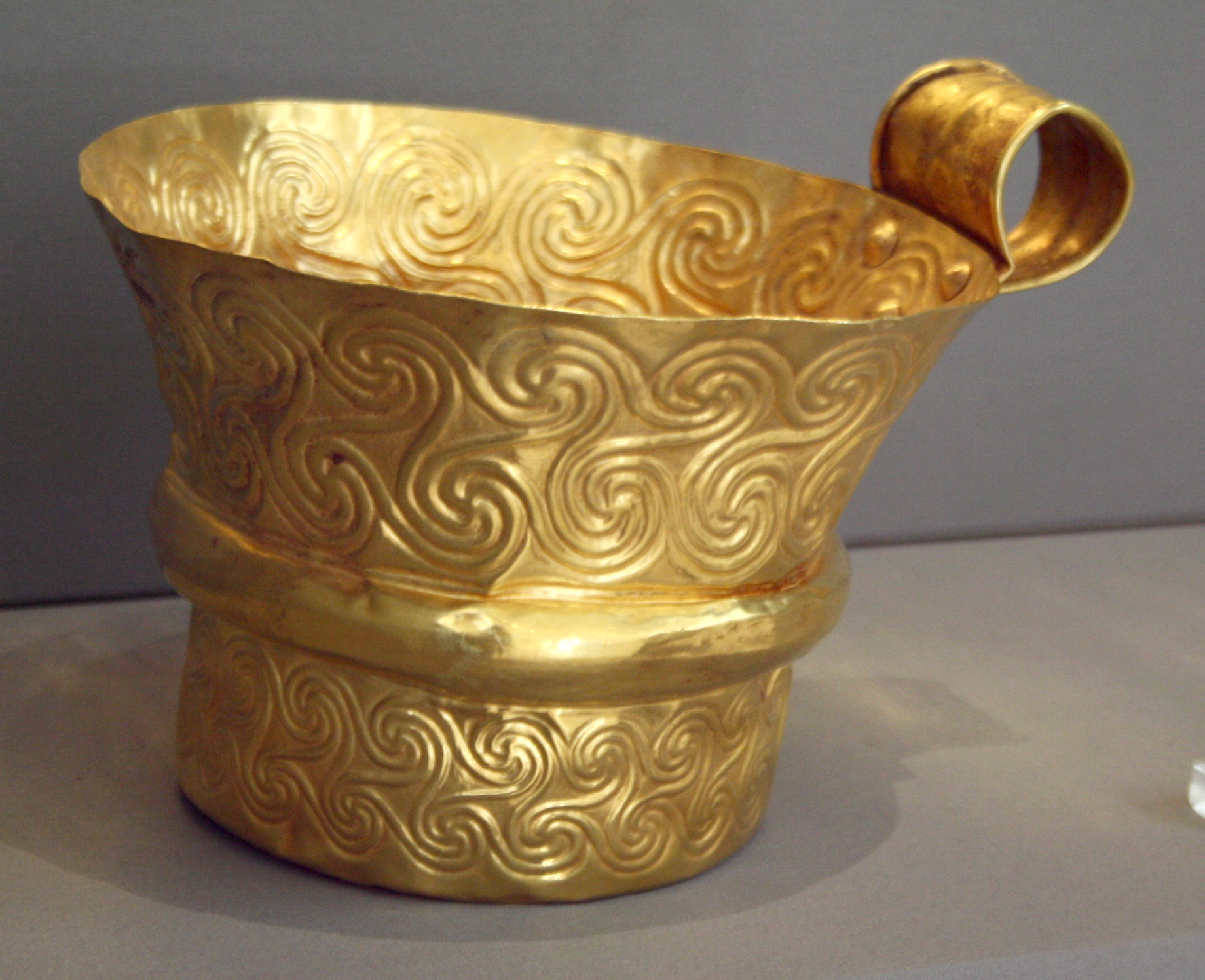
Coupe en or de Mycènes, Musée archéologique d'Athènes. Les triscèles y sont très proches stylistiquement de ceux de l'Europe du Nord-Ouest.
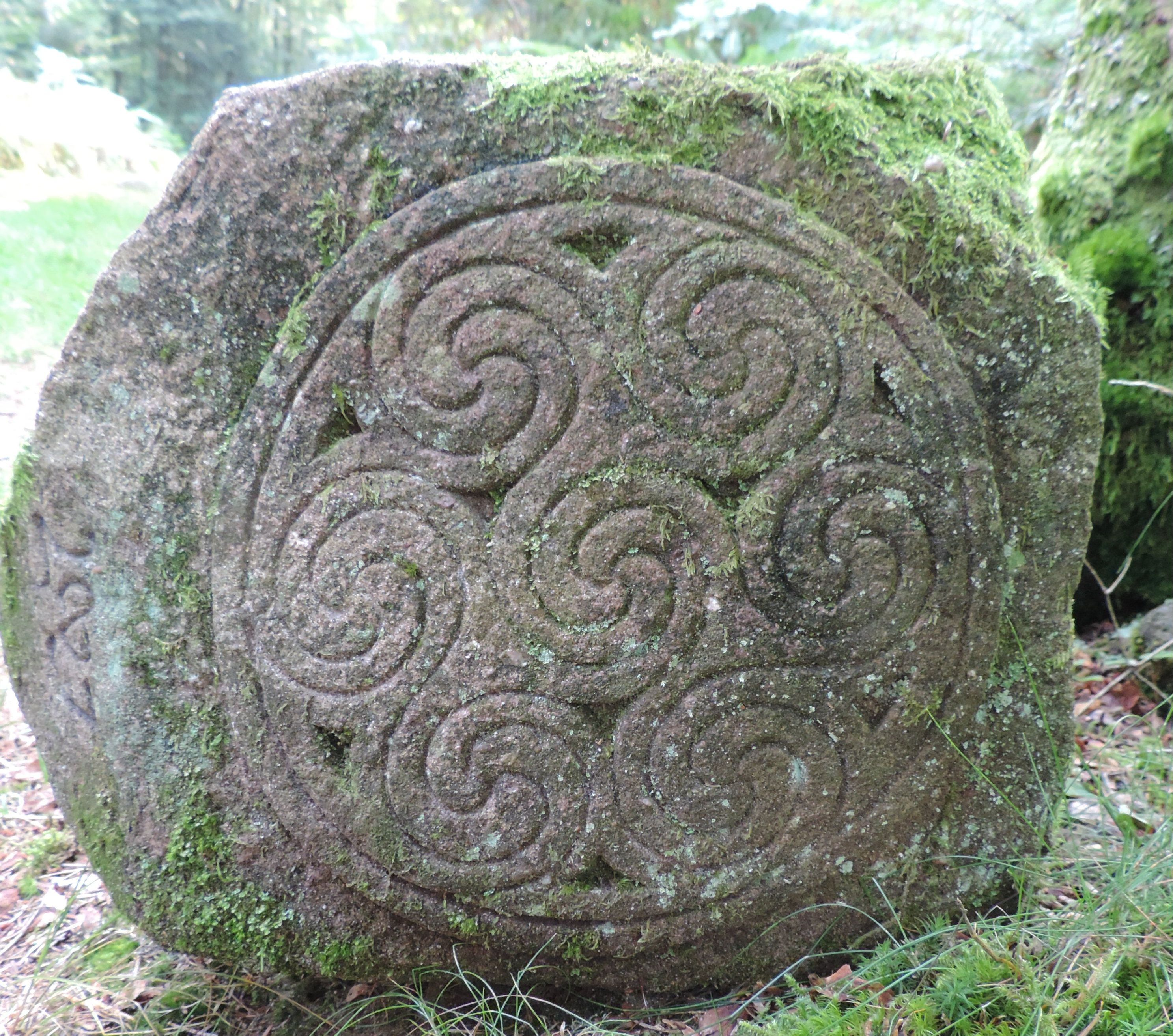
Face d'une pierre gravée de triskèles sur le chemin de ronde du camp celtique de la Bure.
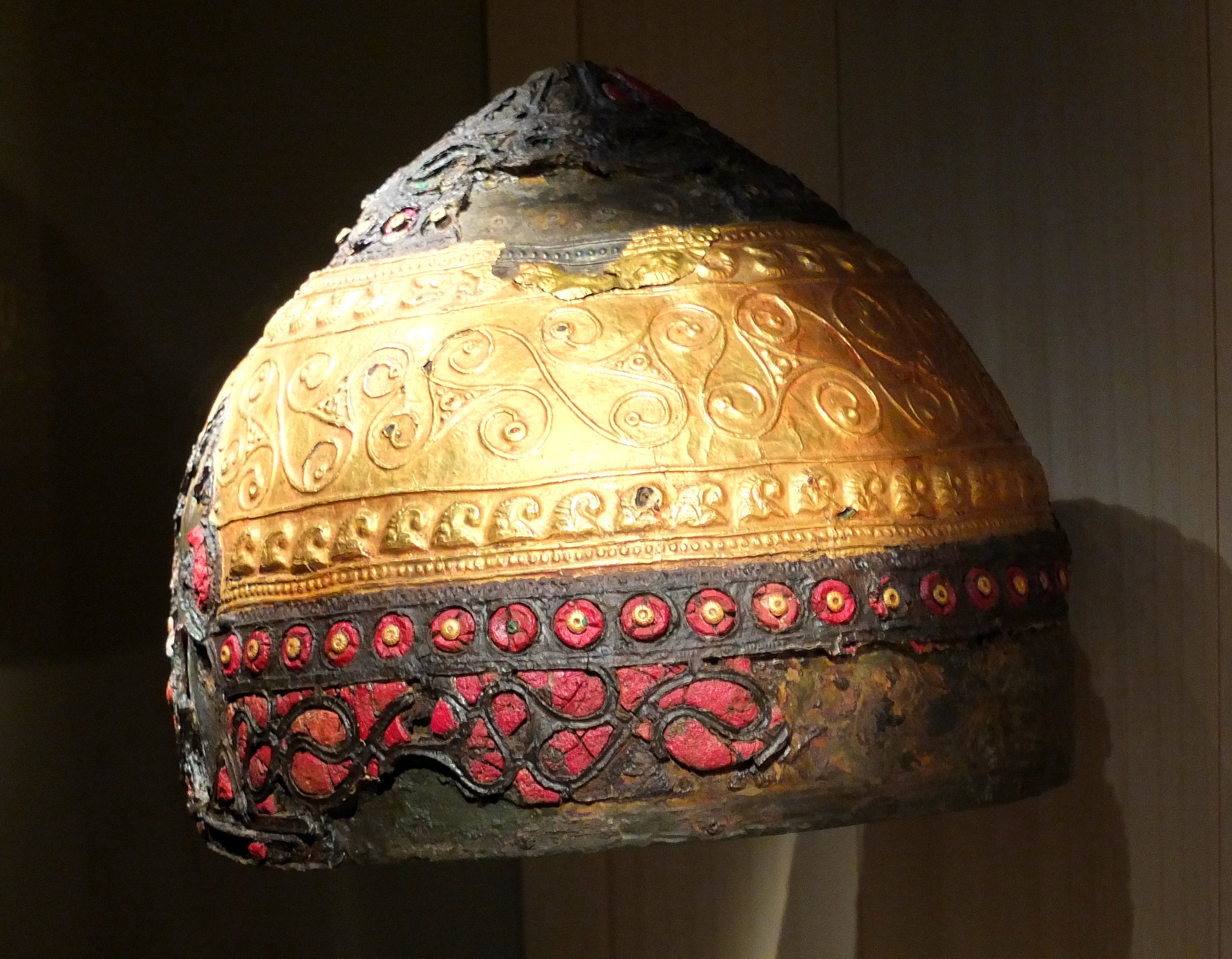
Casque celte d'Amfreville-sous-les-Monts (Eure), IVe siècle av. J.-C.. Ici les triskèles sont liés pour former un rinceau.
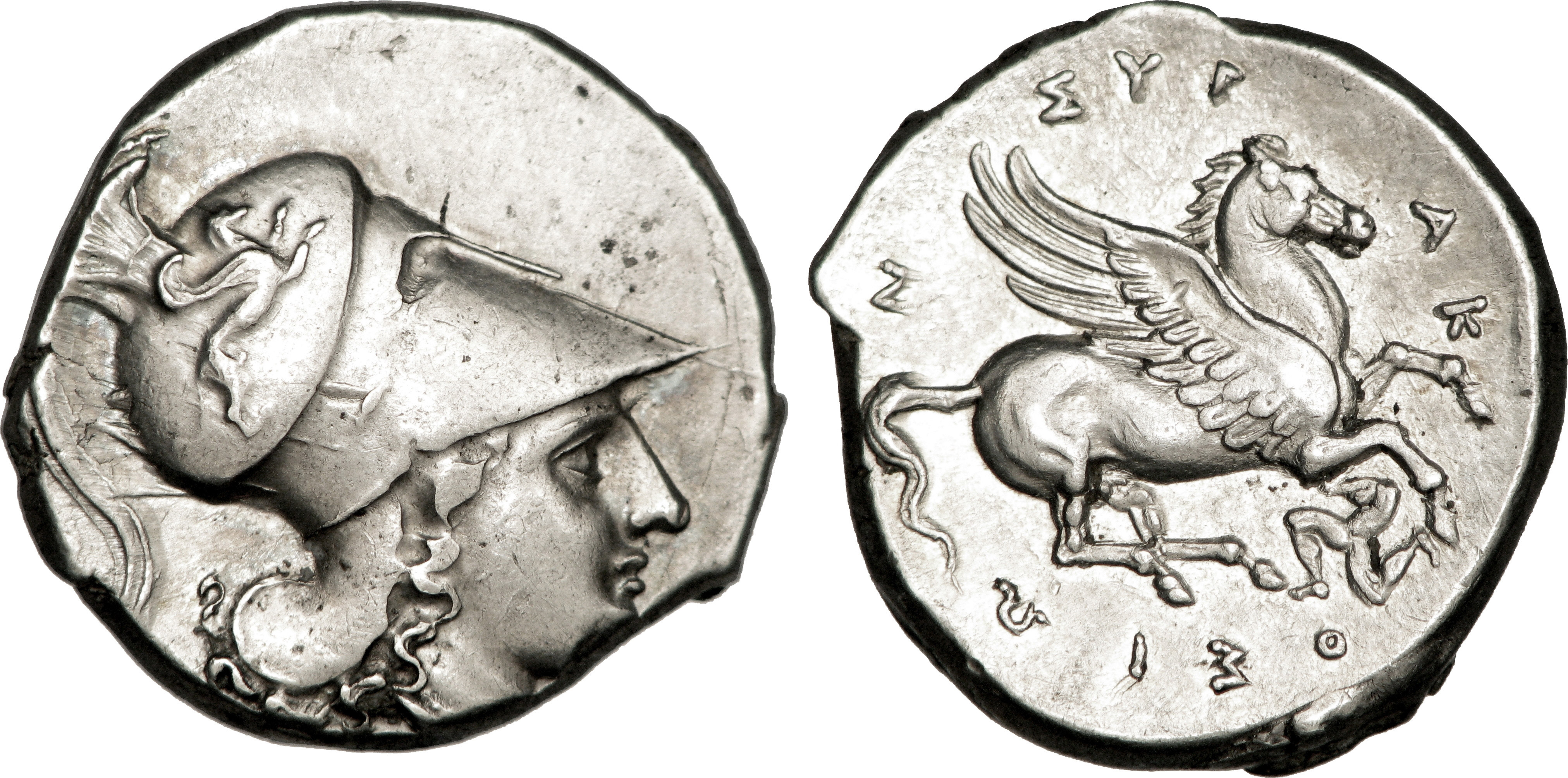
Litra d'argent frappée par Agathocle alors tyran de Syracuse (317-294 AC), représentant au droit une tête d'Athéna et au revers un Pégase avec, sous le ventre, le triskelès qui renvoie à Agathocle.

Il est cependant considéré comme une caractéristique importante de l’art celtique à l'époque de la Tène (second âge du fer, Ve – IIe siècle av. J.-C.).
L'archéologue et historien Albert Grenier estime que « le triscèle à trois branches courbes, le signe en S cher à l’art gaulois, paraissent avoir été originairement des symboles du Soleil » (Les Gaulois, p. 288). « On peut avancer, écrit Philippe Jouët, que le symbole dynamique du triscèle [dans l'aire celtique] représente les trois moments de la carrière visible du soleil, matin, midi et crépuscule[s], le “quatrième pas” se faisant dans la nuit. Cela n’interdit pas des significations connexes : trois cieux, trois saisons, trois notions. Les relevés archéologiques (bijoux, monnaies) pourraient orienter l’interprétation (fréquences, associations préférentielles, contexte iconographique). Le triscèle doté de pieds indique une direction. » Le sens de rotation du triscèle aux branches courbes suppose que le développement circulaire flotte en arrière du plan d'avancée.
Par la suite, il est transmis à l'Occident gothique, à l'île de Man au XIIIe siècle, puis dans des blasons anglais, allemands et suisses ainsi que dans l'art, par exemple dans le Jugement dernier d'un suiveur de Jérôme Bosch.
Le triskèle a été également repris et intégré à l'architecture de nombreux édifices religieux, souvent par groupes de deux, en rotation sinistrogyre et surmontés par un biskèle ou en un groupement de trois triskèles. On le retrouve également en formation linéaire de multiples unités (comme à l'abbaye de Saint-Antoine-l'Abbaye en Isère où l'on peut observer ces trois configurations. Cet édifice réunit le plus grand nombre en Europe de groupements de triskèles et biskèles sur un seul bâtiment).

Triskèle de vitraux d'église.
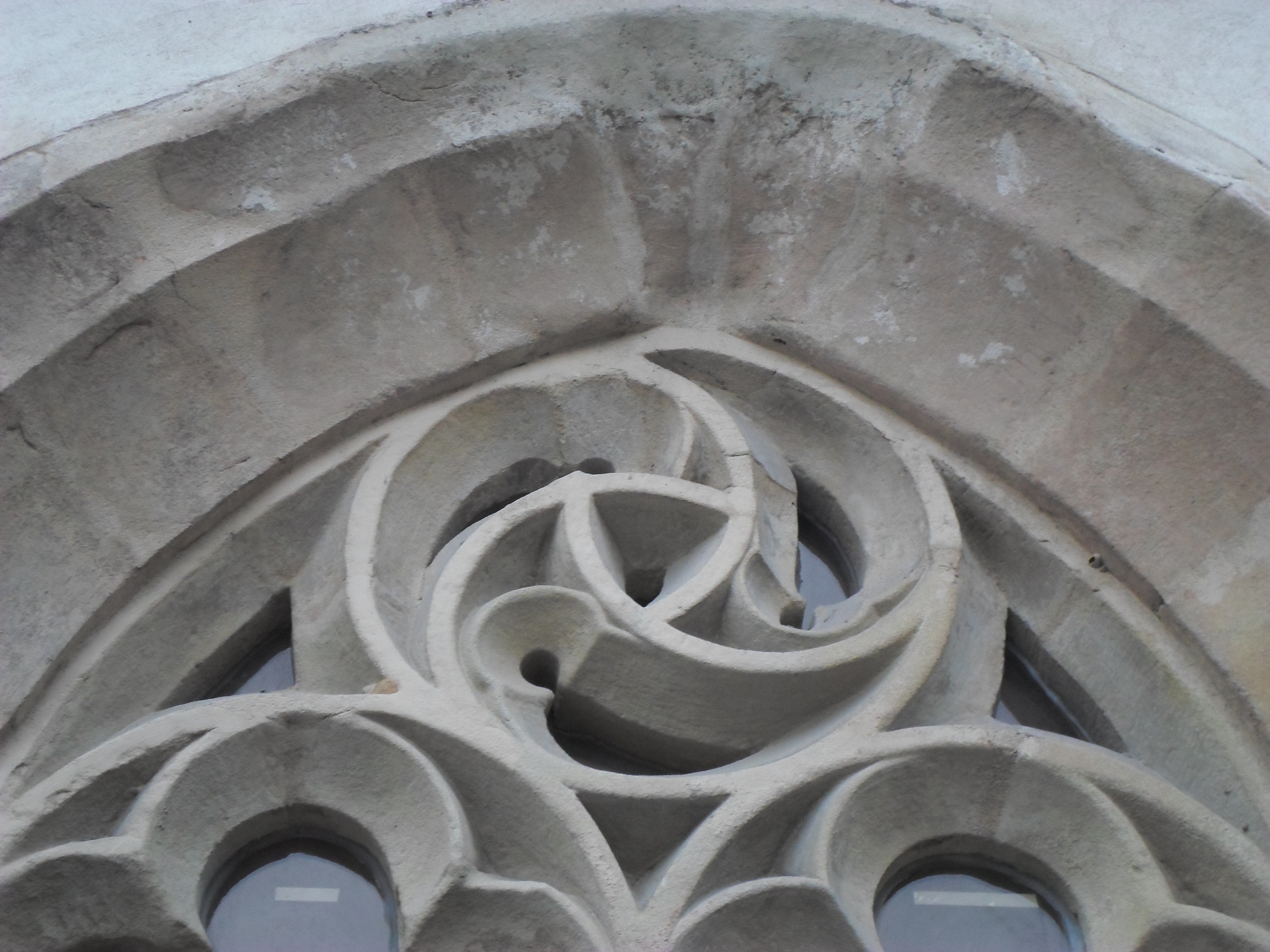
Triskèle à Saint-Marcellin.
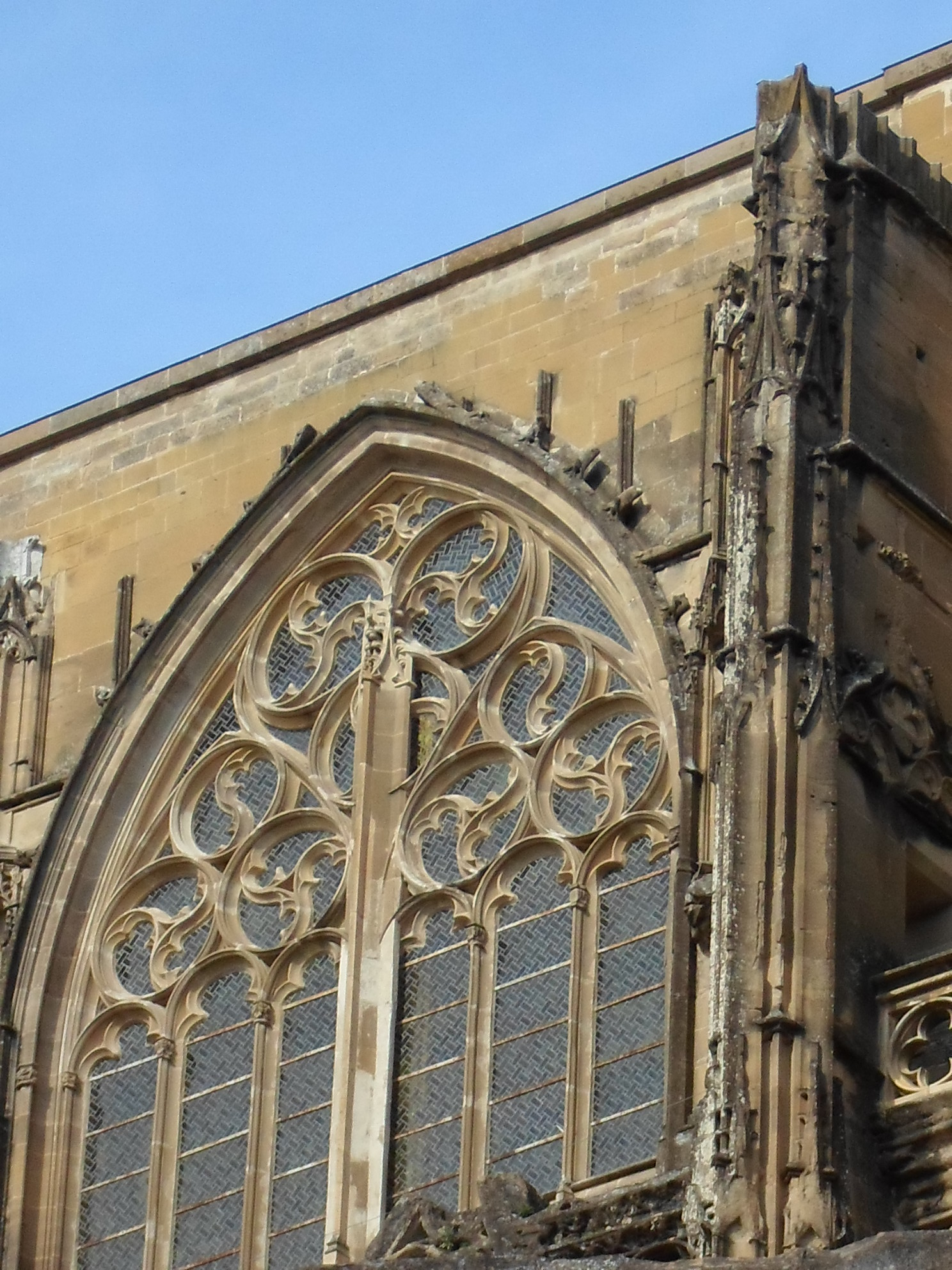
Triskèles et biskèles en architecture (église de Saint-Antoine-l'Abbaye).

Un triskèle représentant trois jambes tournant autour d'un axe central occupé par une tête humaine, dans le sens inverse des aiguilles d'une montre, est présent sur le drapeau de la Sicile depuis 1285, il est appelé Trinacrie. Ce symbole existe également depuis 1931 sur le drapeau de l'île de Man avec une même représentation, également au centre du drapeau mais, au lieu d'être nues, les jambes sont armées. Ce triquètre héraldique reprend les armes des seigneurs de Man, qui se fondent sur des légendes relatives à la triplicité et au caractère solaire du dieu celtique Manannán (récits bien antérieurs à la naissance de l'héraldique).

Le drapeau de la Sicile.
Le drapeau de l'île de Man.
Les armoiries de la ville de Füssen.
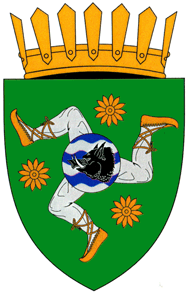
Les armoiries de la commune de Sărata-Galbenă

Le triskèle a également été utilisé comme symbole par des organisations nazies (27e division SS Langemarck) ou d'extrême droite (Mouvement de résistance afrikaner) qui se voulaient d'inspiration nordique.

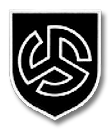
Insigne de la 27e division SS.
Emblème de l'AWB.

### Utilisation en Asie de l'est
Les versions asiatiques traditionnelles du triskèle incluent le tomoe japonais, le gankyil bouddhiste tibétain et le sam taegeuk coréen.

Tomoe japonais.
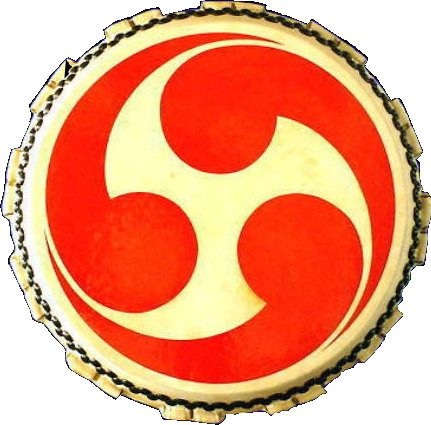
Tomoe, mitsudomoe sur un tambour taiko.
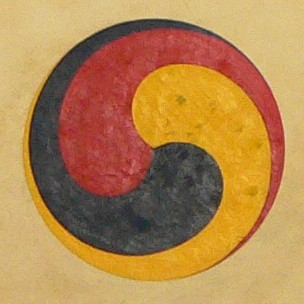
Le gankyil tibétain.

## Signification
D’après l’archéologue et historien, spécialiste des Celtes, Venceslas Kruta, la nature solaire du triskèle étant « généralement reconnue », il est probable qu'il représente dans l'iconographie celtique les trois points du mouvement d'horizon du soleil : le lever, le zénith et le coucher. La qualification de « rapide » ou « aux pieds rapides » est l’une des qualifications traditionnelles du Soleil dans le monde indo-européen. Le déplacement du soleil est représenté par une roue claire, dont l’une des formes dérivées est, selon Jean Haudry, le triskèle.
Le triskèle représente aussi l'unité des sociétés celtes autour de trois castes principales : celle des bardes/druides (pouvoir spirituel), rois (pouvoir temporel) et paysans/artisans (pouvoir matériel), ce qui correspond à l'organisation théorique de la société védique, avec les brâhmanes (« druides-bardes » qui prient lors des trois jonctions du jour), kshatriya (rois, gendarmes) et vaishya-shudra (paysans-artisans-serviteurs), division des tâches sacrées qui est elle-même symbolisée en Inde par le svastika aux quatre branches, qui représente aussi les jonctions du jour (mais au nombre de quatre : aurore, zénith, crépuscule et éveil/bouddhéité) ; le tryskèle est l'équivalent européen du svastika, la religion des Celtes étant, par ailleurs, très proche dans sa métaphysique, de l'hindouisme, cette dernière tradition étant elle aussi un animisme où les dieux, forces de la Nature ou puissances surnaturelles, peuvent prendre une apparence animale, en tant que bête réelle ou sous la forme des idoles vénérées (la religion celte, selon Gerhard J. Bellinger, représentait à l'origine ses dieux exclusivement sous forme d'animaux).

## Popularisation
Le triskèle a été adopté dans les milieux druidiques à la fin du XIXe siècle.[réf. nécessaire] On le trouve dans des revues à caractère nationaliste breton avant 1914.[réf. nécessaire] Il a été utilisé par le Parti national breton qui l'a adopté comme insigne en 1941, en remplacement du hevoud, jugé trop proche de la croix gammée.
Le renouveau de la musique bretonne et son succès, tant en France que dans le reste du monde, sous l’influence d’Alan Stivell, dans les années 1970, a fortement contribué à populariser le symbole. Dès le moment où on l’a vu arborer un grand triskèle sur les plateaux télé, en couverture de magazines et dans les concerts, le musicien breton a lancé une mode, d’abord en Bretagne et même à un certain degré dans toute la France. De mode, le triskèle s’est installé ensuite dans l’image symbolique de la Bretagne et dans des cadres aussi divers que le tourisme, les marques commerciales, la culture, etc. Les concerts d’Alan Stivell en Espagne ont aussi amené des organismes divers, mouvements et autres[Qui ?] à l’arborer, notamment en Galice et dans les Asturies, même s’il a atteint une certaine renommée jusqu’au sud de l’Espagne et à un degré moindre dans d’autres pays comme l’Italie.